# 예카테리나 힐코
예카테리나 빅토로브나 힐코(우즈베크어: Yekaterina Viktorovna Xilko, 러시아어: Екатери́на Ви́кторовна Хилько́, 1982년 3월 25일~)는 우즈베키스탄의 은퇴한 체조 선수로 주 종목은 트램펄린이다. 2008년 하계 올림픽에서 여자 트램펄린 종목 동메달을 획득했다.